# Petrocephalus cunganus
Petrocephalus cunganus är en fiskart som beskrevs av Boulenger, 1910. Petrocephalus cunganus ingår i släktet Petrocephalus och familjen Mormyridae. IUCN kategoriserar arten globalt som otillräckligt studerad. Inga underarter finns listade i Catalogue of Life.